# カズベク・ゲテリエフ
カズベク・ハジゾヴィチ・ゲテリエフ（ロシア語: Казбек Хазизович Гетериев,英語: Kazbek Khazizovich Geteriev, 1985年6月30日 - ）は、ロシア出身、元カザフスタン代表の元サッカー選手。現役時代のポジションはMF。

## 来歴
2005年、アマチュア・サッカーリーグに所属していたFCブレヴェスニクでキャリアをスタートさせた。2007年、ロシア・プレミアリーグに所属するスパルタク・ナリチクに移籍。ナリチクでは83試合に出場し3得点を記録した。2010年12月、ナリチクとの契約が終了。ファーストディビジョンに所属するFCジェムチュジナ・ソチへ移籍をした。2011年7月下旬、ファーストディビジョンで首位に立っているFCアラニア・ウラジカフカスへ移籍をした。

## 代表
2010年9月7日、UEFA欧州選手権2012予選のオーストリア戦でカザフスタン代表デビューをした。

## 所属クラブ
- FCブレヴェスニク 2005-2006
- PFCスパルタク・ナリチク 2007-2010
- FCジェムチュジナ・ソチ 2011
- FCアラニア・ウラジカフカス 2011-2012
- FCカイラト 2013
- FCオルダバス 2014
- FCカイサル 2014
- FCイルティシュ 2015-2017
- FCオクジェトペス・コクシェタウ 2018-2019
- FCカスピイ 2019
- FCキジルタシュ・バフチサライ 2020
- PFCスパルタク・ナリチク 2020-2021